# Песчаница (Тверская область)
Песчаница — деревня в Спировском районе Тверской области.

## География
Находится в центральной части Тверской области на расстоянии приблизительно 13 км по прямой на северо-восток от районного центра поселка Спирово.

## История
Деревня была отмечена еще на карте 1915 года. До 2021 года входила в состав Пеньковского сельского поселения Спировского района до его упразднения.

## Население
Численность населения: 9 человек (русские 89 %) в 2002 году, 7 в 2010.